# Knoblauch-Schnittlauch
Der Knoblauch-Schnittlauch (Allium tuberosum), kurz Knolau, ist eine Pflanzenart der Gattung Lauch (Allium). Er wird vor allem in der ostasiatischen Küche verwendet; geschmacklich ähnelt er eher dem Knoblauch als dem Schnittlauch, ist dabei aber viel milder. Er wird im Deutschen auch Chinesischer Schnittlauch, Chinesischer Lauch oder Schnittknoblauch genannt, als Thai Soi oder Buchu (kor. 부추) wird er auch in manchen deutschsprachigen Kochbüchern bezeichnet. In Japan ist er als Nira (jap. ニラ, 韮, 韭), in Thailand als Pak Gui Chai (thai. ใบกุ่ยช่าย, auch kuichai กุยช่าย) und in China als Jiǔcài (chinesisch 韭菜) bekannt.

## Ursprung und Verbreitung
Der Schnittknoblauch heißt im chinesischen Ursprungsland Jiǔcài – 韭菜, wissenschaftlich bzw. schriftsprachlich einfach Jiǔ – 韭. Die ursprüngliche Heimatregion sind die südwestlichen Gebiete der chinesischen Provinz Shanxi, heute Gegenden um Yongji Shi, historisch Yongji Xian – 永济县  – genannt, in Höhenlagen zwischen 1000 und 1100 Metern. Natürliche Standorte befinden sich unter Büschen. Sie sind in weiten Teilen des tropischen Asiens verwildert, werden aber heute weltweit auch als Gemüse und Gewürz angebaut.

## Beschreibung
Der Knoblauch-Schnittlauch ist eine ausdauernde, krautige Pflanze, die Wuchshöhen von 25 bis 80 Zentimetern und höher erreicht. Dieser Geophyt bildet zylindrische, bis zu 10 mm große Knollen mit einem matt gelben bis bräunlich gelben, netzartigen Häutchen als Überdauerungsorgane aus. Diese werden in kleinen Haufen an kurzen Rhizomen gebildet. Die langen Laubblätter sind etwa 1,5 bis 8 mm breit, flach und der Rand ist glatt. Das Ende des Laubblattes ist immer abgerundet.
In kugeligen, doldigen Blütenständen, die einen Durchmesser von etwa 7 bis 8 cm haben, stehen die vielen weißen Blüten zusammen. Die zwittrigen, radiärsymmetrischen Blüten sind dreizählig. Die Blütenhüllblätter sind weiß und 4 bis 7 (bis 8) mm lang, die inneren sind etwas ovaler als die äußeren. Sie blühen von Juli bis September (Oktober) und duften leicht nach Rosen oder Veilchen. Die Bestäubung erfolgt durch Insekten, besonders Bienen.
Die Samen sind sowohl Lichtkeimer als auch Kaltkeimer. Die Keimzeit der Samen beträgt 14 bis 28 Tage.
Es gibt die Naturform mit doppeltem und Kulturformen mit dreifachem und vierfachem Chromosomensatz. Die Chromosomenzahl beträgt 2n = 16, 24, 32, seltener 64.

## Anbau
Der Knoblauch-Schnittlauch ist winterhart (bis −30 °C) und kann im Freiland an sonnigen bis halbschattigen Standorten angebaut werden. Bei der Kultivierung in Töpfen, Blumenkästen und im Treibhaus kann über das ganze Jahr geerntet werden. Zum Überwintern benötigt die Pflanze einen hellen Standort mit Lufttemperaturen von 12–18 Grad Celsius. Im Freien sterben im Winter die oberirdischen Pflanzenteile vollständig ab, die im Frühjahr wieder rasch austreiben. Die Beschaffenheit des Bodens sollte locker mit guter Bodenfeuchte und ohne Staunässe sein, beispielsweise einen lehmigen Boden mit Sand auflockern und Humus ergänzen. 
Die Aussaat im Freiland erfolgt meist zwischen März und August bei einer Saattiefe von etwa 1–3 cm. Die Saat benötigt etwa 14–28 Tage Zeit zum Keimen. Bei der Auspflanzung von vorkultivierten Setzlingen sät man Samenkörner vorher in kleinen Töpfen von Anfang März bis Juli und pflanzt die entwickelten Jungpflanzen von Mitte April bis August aus. Bei der Vermehrung durch Teilung der Pflanzen geschieht dies entweder im Frühjahr zum Februar, März oder im Spätherbst zum September und Oktober, wenn die geteilten Pflanzen direkt ins Freiland gepflanzt werden. Die Pflanze wurzelt flach, daher ist beim Hacken Vorsicht geboten. Bei Trockenheit in den Sommermonaten zwischen Juni und Juli benötigt die Pflanze genügend Wasser und eine unkrautfreie Umgebung. 
Der Knoblauch-Schnittlauch steht in zweiter Tracht, erhält also keine direkte Mist- oder Kompostgabe. Nach einem größeren Schnitt fördert eine Kopfdüngung zwischen Juni und August ein stärkeres Wachstum. Genügend Bewässerung nach einer Kopfdüngung verhindert Verbrennungen der Blätter, die durch den Dünger (z. B. organischen Dünger wie Guano oder Flüssigdünger) verursacht werden können. Im Winter sollte nicht gedüngt werden. Beim Anbau verträgt sich der Knoblauch-Schnittlauch gut mit Gurken, Tomaten, Möhren, Kapuzinerkresse und Erdbeeren als Mischkultur. Hingegen sollte der Anbau neben Kohlgemüse, Bohnen, Erbsen und anderen Lauchgewächsen vermieden werden.

## Nutzung
Genutzt werden die Blätter, ähnlich wie Schnittlauch oder Bärlauch. Die Blätter werden nur frisch verwendet und schmecken nach Knoblauch. Verwendung findet Knoblauch-Schnittlauch unter anderem in Salaten, Rührei oder Pfannengerichten, beispielsweise mit Ei, und in Suppen. In verschiedenen asiatischen Ländern gibt es Knoblauch-Schnittlauch beispielsweise als einfaches Gemüsegericht – in Öl und Wasser gekocht – blanchiert oder sautiert.
- In der chinesische Küche beispielsweise als blanchiertes Gemüsegericht oder als Zutat in Baozi und Teigtaschen wie Jiaozi oder Huntun.
- In der indische Küche wird Knoblauch-Schnittlauch gern als Knoblauch- oder Zwiebelersatz in vielen nordost-indischen Bundesstaaten genutzt. Im Bundesstaat Manipur kennt man ihn beispielsweise als maroi nakuppi.
- In der Küche Japans wird Nira auch als blanchiertes Gemüse zubereitet, beispielsweise im Gericht Ohitashi (jap. お浸し, 御浸し) als Gyōza (Füllung) oder als Topping in Sōmen-Nudeln oder als Zutat in Sushi-Gerichten.[5][19][20][21]
- In der Küche Koreas wird Buchu beispielsweise als Zutat im deftigen koreanischen Pfannkuchen Chijimi oder Jeon oder Buchu-Kimchi verwendet.[22]

Auch die knospigen Blütenstände jiucaihua (chin. 韭菜花 ; jap. hana nira 花韮) , die jungen Blüten des Knoblauch-Schnittlauch, die zarten Sprösslinge jiuhuang (chin. 韭黄)  und die Wurzeln werden roh oder gekocht gegessen. Aus den Samen wird ein genießbares Öl gewonnen.
Eine medizinische Nutzung erfolgt besonders aufgrund ihrer antibakteriellen Wirkung.

## Inhaltsstoffe
Knoblauch-Schnittlauch ist reich an Vitamin C und enthält folgende nennenswerte Stoffe. Die Werte dienen als allgemeine Orientierung, da Umweltbedingungen des Anbaugebiets auch einen Einfluss auf diese Werte haben.
| Brennwert        | Wasser | Fett  | Eiweiß | Kohlenhydrate | Ballaststoffe | Zucker | Natrium |
| ---------------- | ------ | ----- | ------ | ------------- | ------------- | ------ | ------- |
| 109 kJ (26 kcal) | 92 g   | 0,4 g | 2,4 g  | 4,6 g         | 1,4 g         | N/A    | 8,1 mg  |

Quelle zur Tabelle:

## Medizinische Wirkung
Allium tuberosum gilt in China (TCM) und Japan (TJM) als Naturheilmittel und soll vielversprechend zur Krebsvorbeugung sein. Knoblauch-Schnittlauch ist verdauungsfördernd und appetitanregend und wirkt gegen Verstopfung (Obstipation). Die Blätter der Pflanze zeigen antibakterielle Wirkung. Ähnlich wie der Knoblauch (Allium sativum) oder Bärlauch (Allium ursinum) enthält die Pflanze den Wirkstoff Allicin, der das menschliche Immunsystem gegen Viren und Bakterien stärkt und nebenbei auch cholesterinsenkend, blutfettausgleichend und entzündungshemmend ist.

## Gesundheitsgefährdung für Tiere
Wie Zwiebeln, Knoblauch und Schnittlauch auch, ist Knoblauch-Schnittlauch in größeren Mengen giftig für Hunde und Katzen aufgrund der Zwiebeltoxikose (englisch onion toxicosis ‚Zwiebelvergiftung‘).

## Verwechslungsmöglichkeit
Die nah verwandte, seltene Art Allium ramosum unterscheidet sich von Allium tuberosum vor allem durch einen blassroten Mittelnerv auf den weißen Blütenhüllblättern, auch sind die Blätter nicht so flach. Nach einer Sichtweise wird nur Allium tuberosum als kultivierte Art angesehen, aber es gibt ebenfalls die Sichtweise, dass auch Allium ramosum kultiviert wurde.

## Sorten
Neben der gewöhnlichen weißblütigen Sorte des Knoblauch-Schnittlauchs mit einer Wuchshöhe von 25 bis 60 cm existiert auch eine rosablütige Knoblauch-Schnittlauchart. Neben dem Riesen-Knoblauch-Schnittlauch „Monstrosum“, der eine Wuchshöhe von 80 cm und höher erreicht, gibt es eine kleinwüchsige Knoblauch-Schnittlauchsorte namens „Kobold“, die besonders zart und schmackhaft sein soll.

## Schädlinge und Krankheiten
Zu den Schädlingen, die den Knoblauch-Schnittlauch befallen, gehört die Blattlaus und die Zwiebelfliege. Der Schnittlauchrost ist eine Krankheit, die bei der Pflanze auftreten kann.

## Sonstiges
Es wird der Pflanze nachgesagt, dass sie angeblich bestimmte Insekten und Maulwürfe vertreiben könne.

## Galerie

Im Anbau
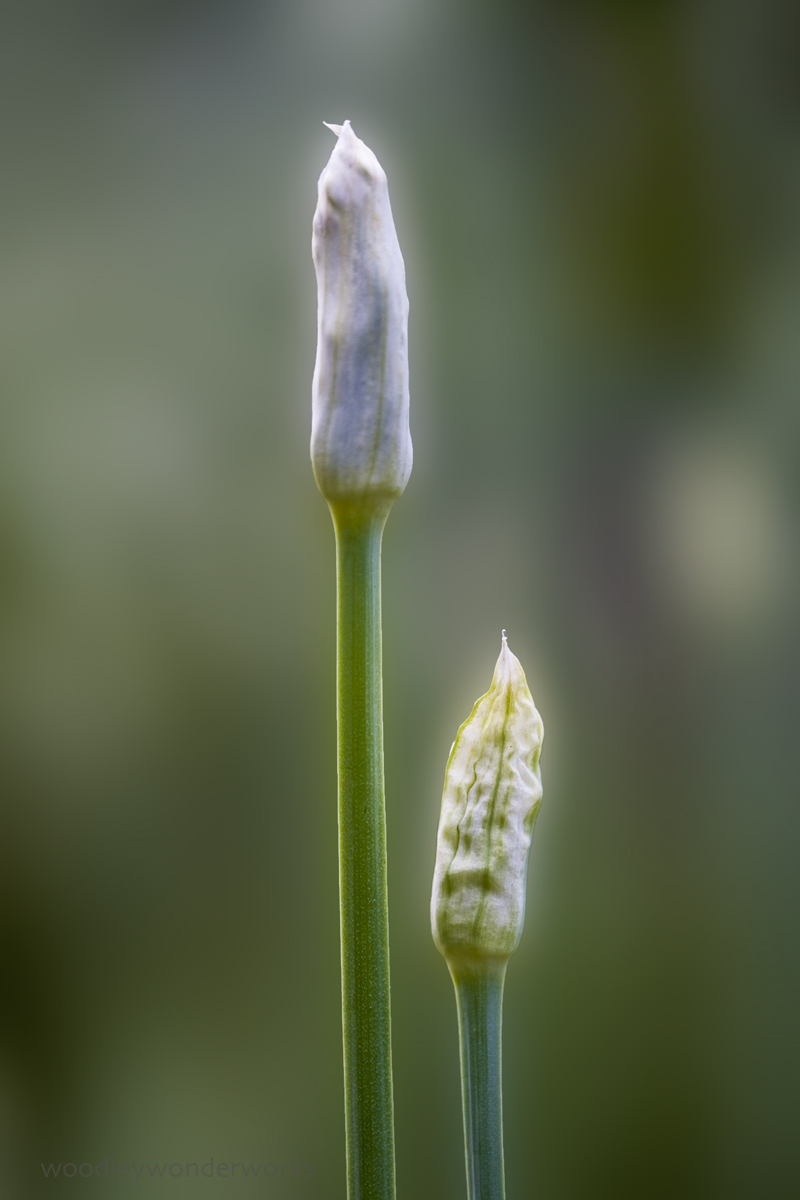
Blütenknospen – Allium tuberosum
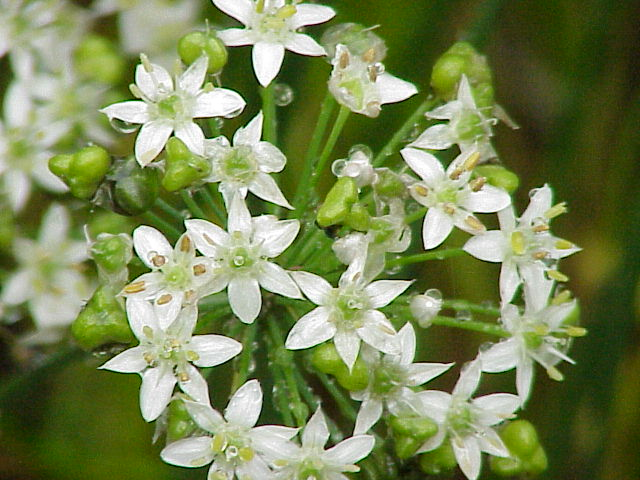
Ausschnitt Blütenstand, Gartenanbau
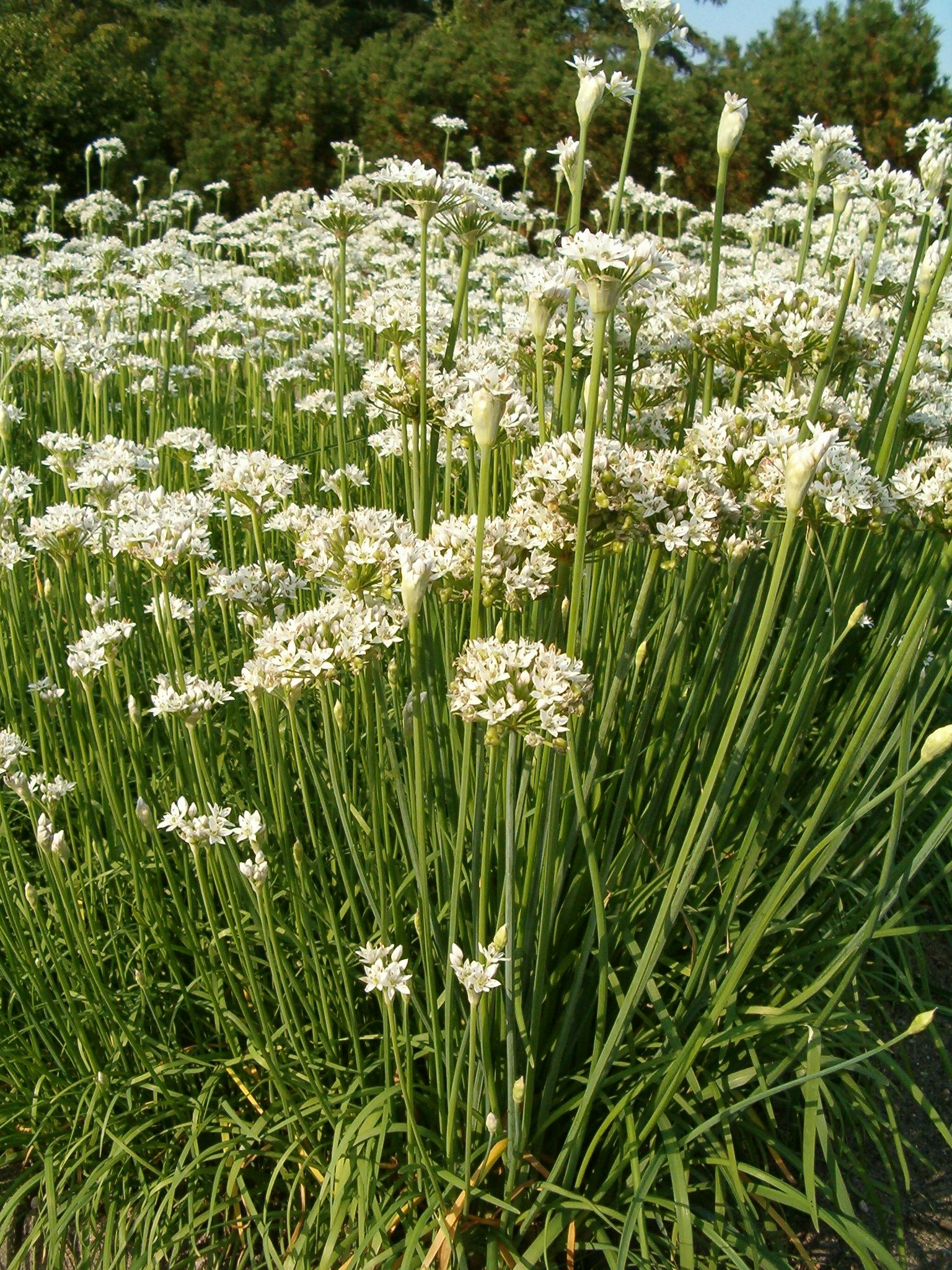
Habitus und weiße Blütenstände
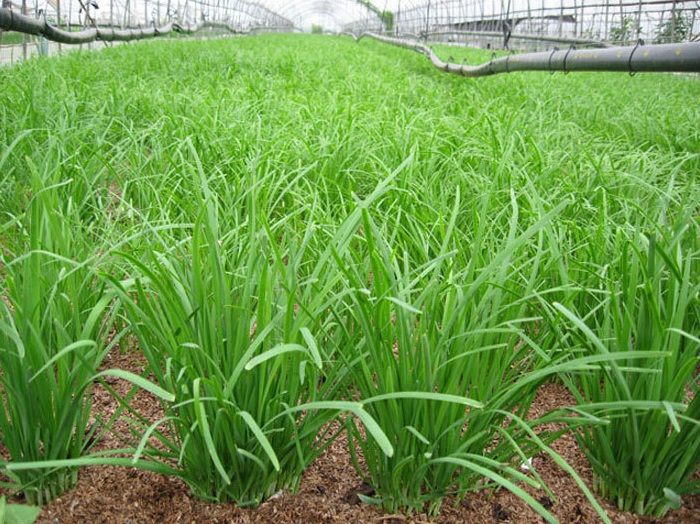
Schnittknoblauchanbau im Gewächshaus
Botanische Illustration des Allium tuberosums

In der Küche
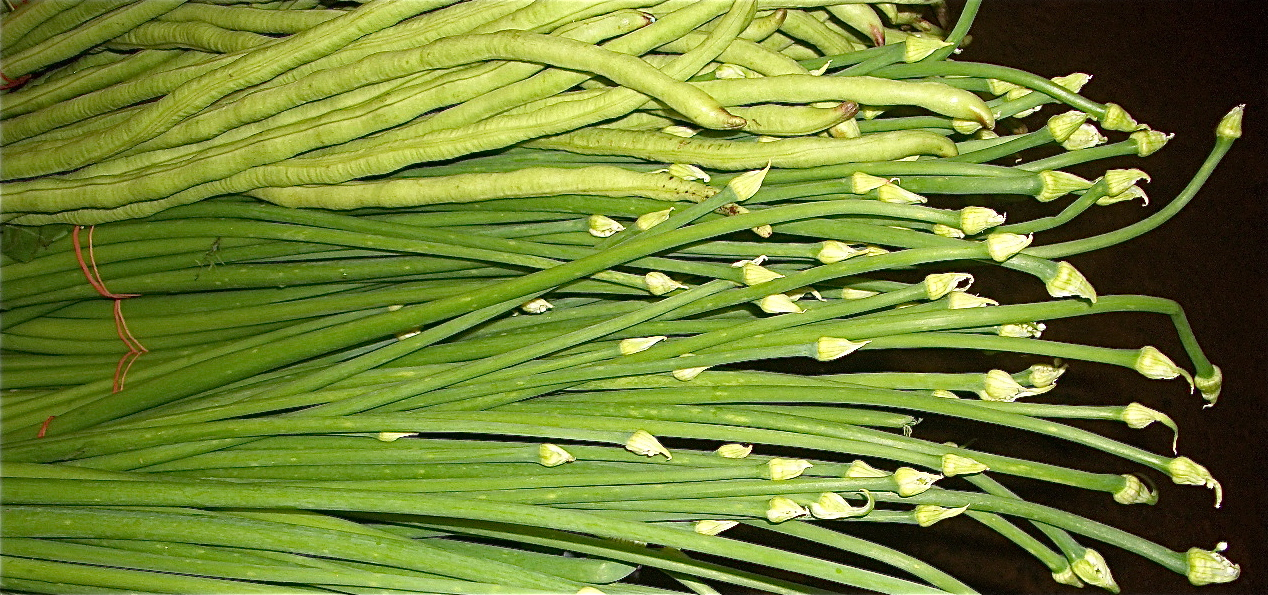
„Knolau“-Knospen als Gemüse – 韭菜花 [Fn_A 2]
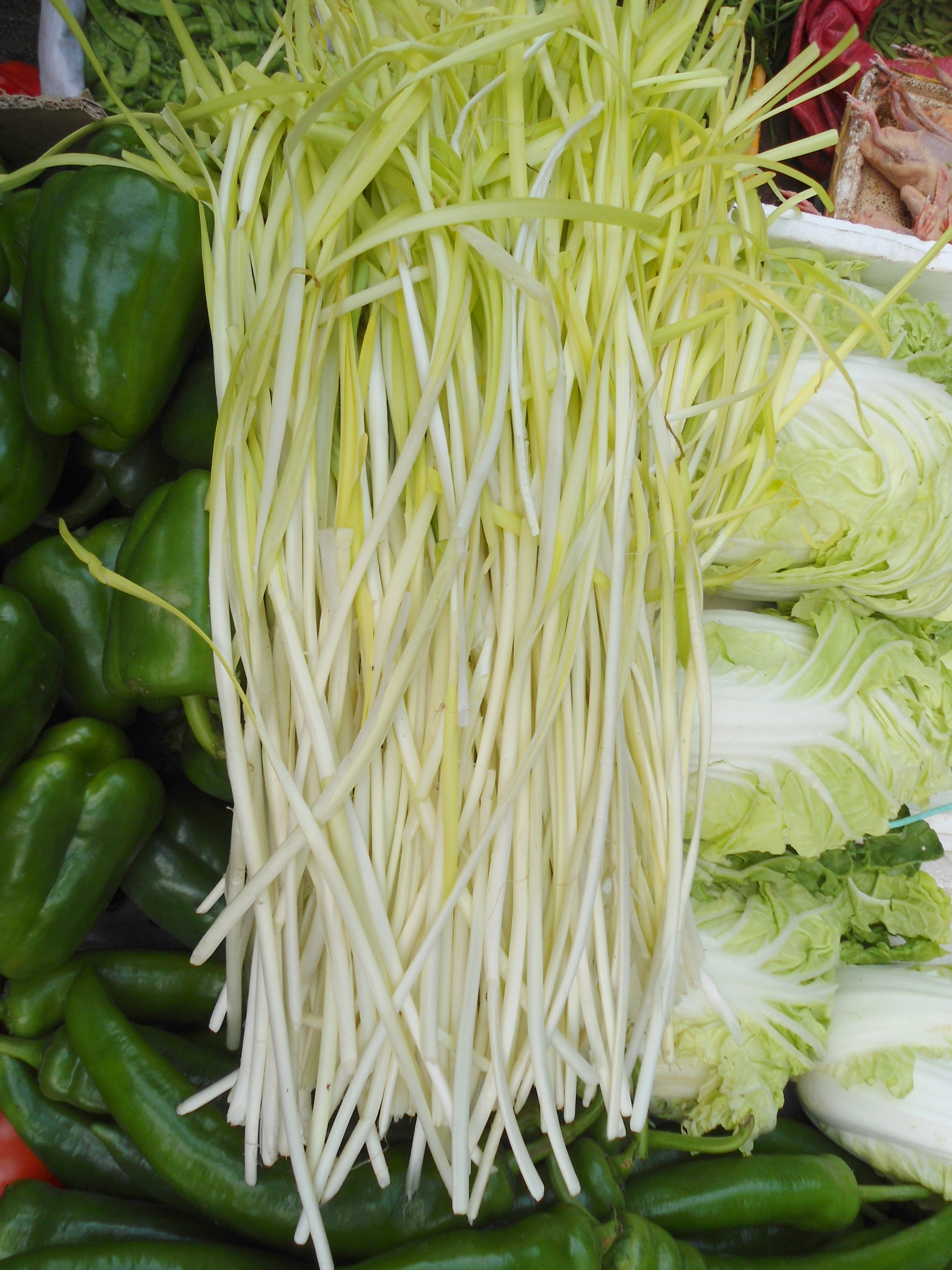
Sehr junger „Knolau“ als Gemüse – 韭黄 [Fn_A 4]
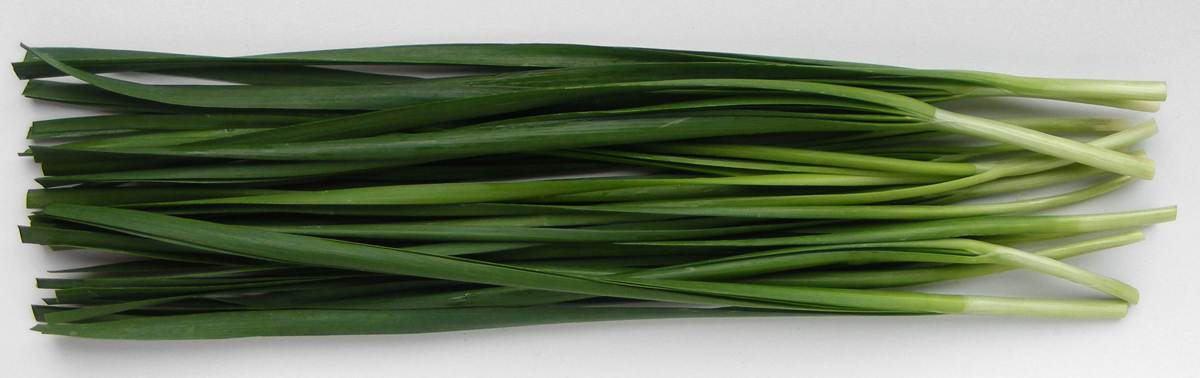
„Knolau“ – 韭 – geputzt und kochfertig
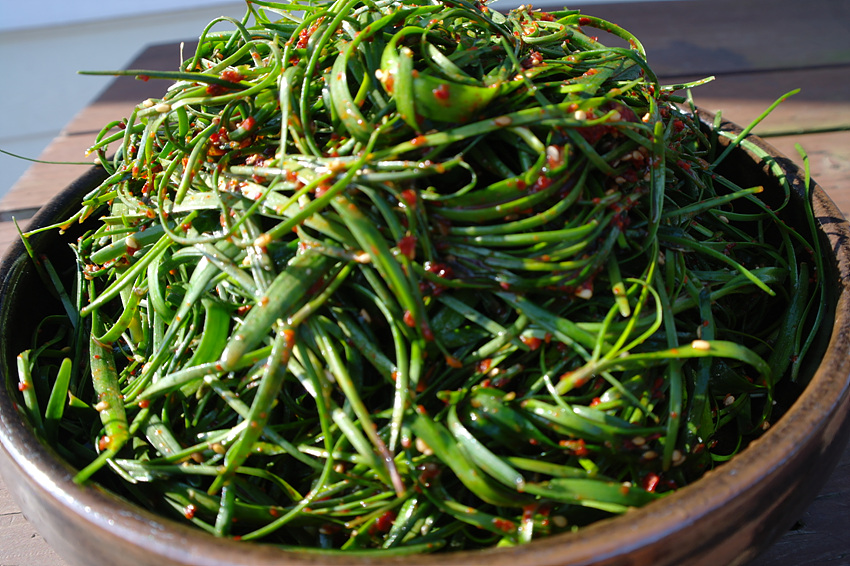
Koreanisches Buchu-Geotjeori – 부추겉절이
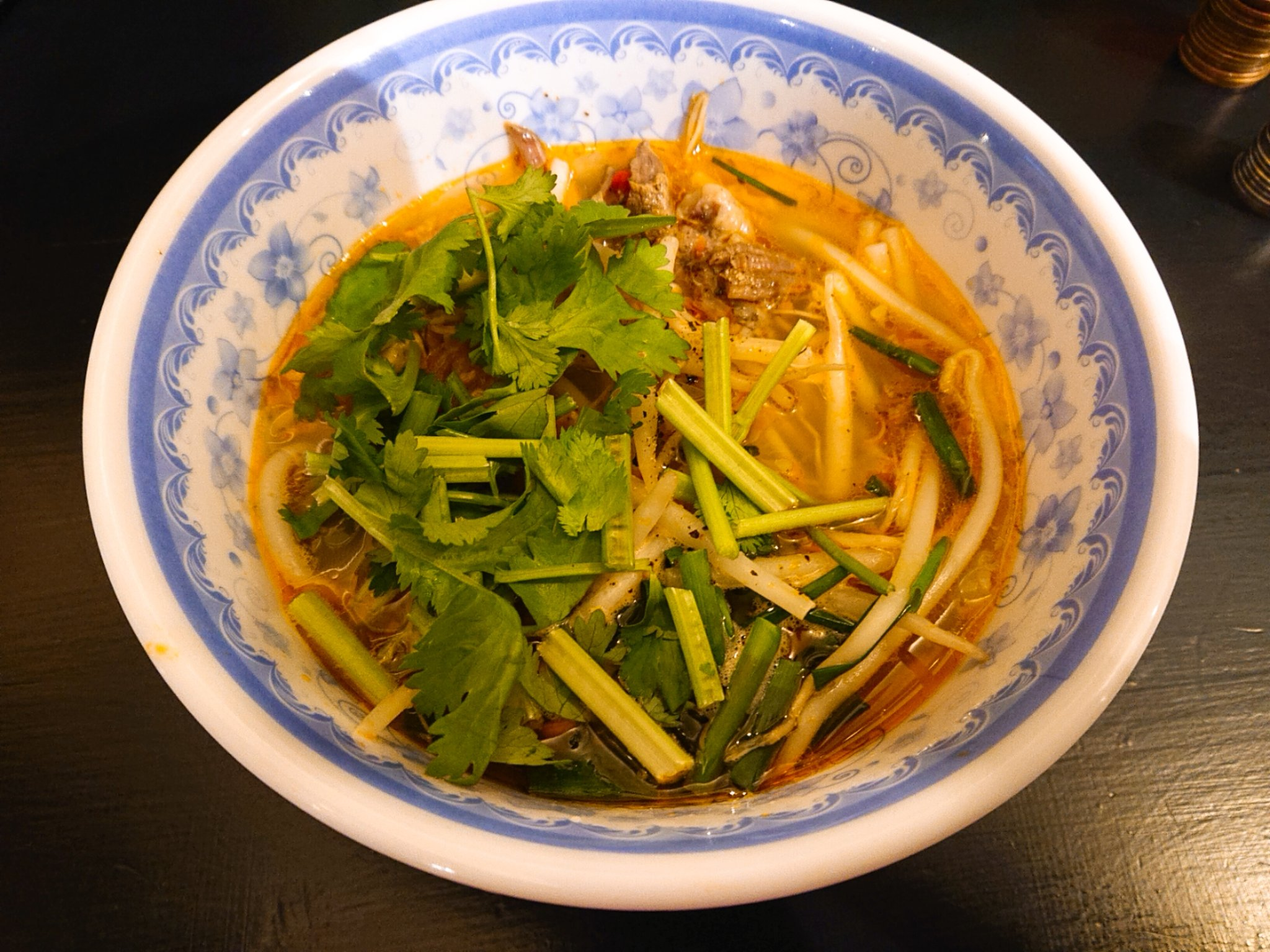
Vietnamesische Bunbohue – Reisnudelsuppe